# Miyagi Stadium

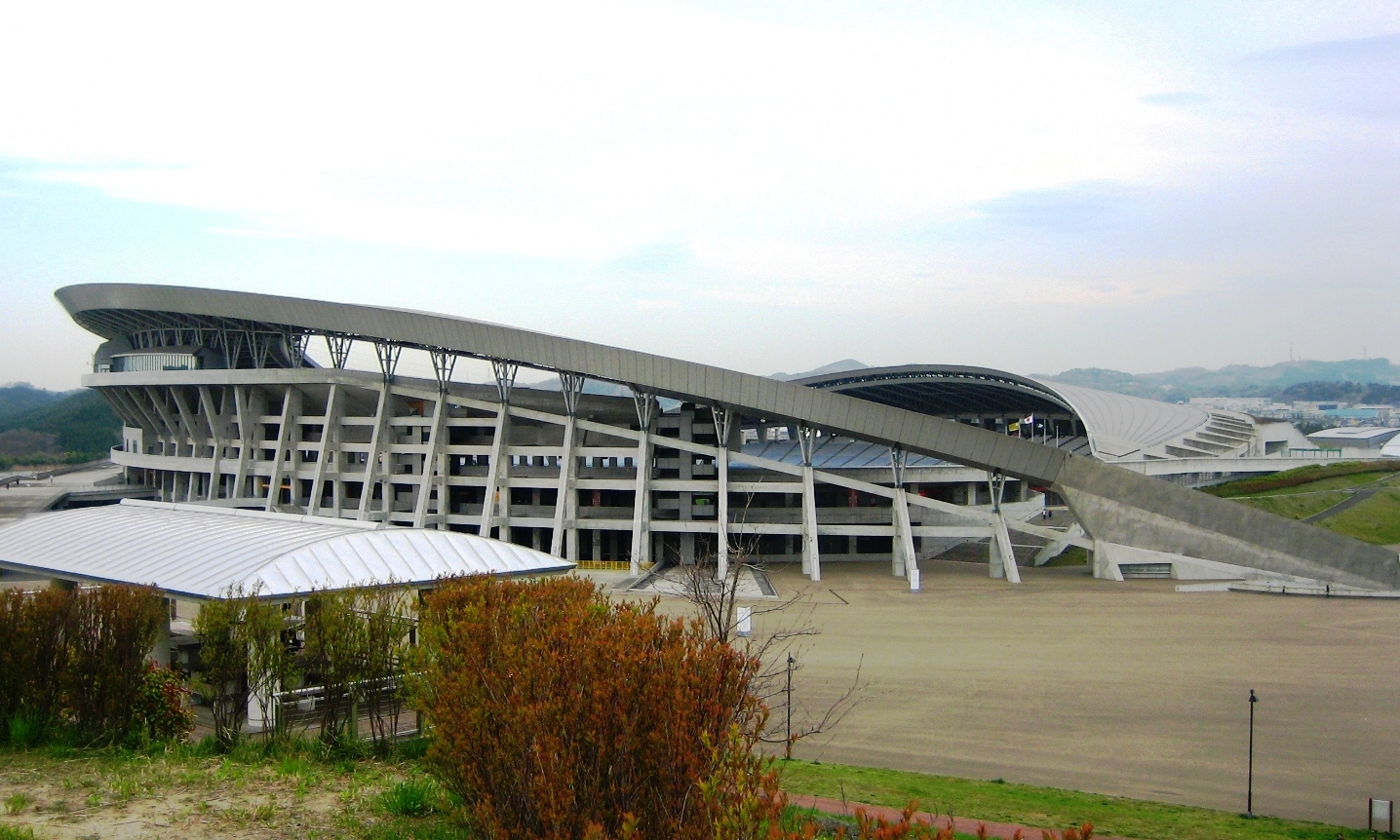

Das Miyagi Stadium (jap. 宮城スタジアム, Miyagi Sutajiamu) ist ein Fußballstadion mit Leichtathletikanlage in der japanischen Stadt Rifu.

## Geschichte
Es wurde anlässlich der Fußball-Weltmeisterschaft 2002 errichtet und im März 2000 fertiggestellt. Der Entwurf der Arena stammt von dem Architekten Hitoshi Abe. Die Baukosten lagen bei 269 Millionen €. Derzeit bietet es 49.133 Zuschauen Platz. Der Name des Stadions verweist auf die Präfektur Miyagi, in der die Stadt Rifu liegt.
Erste größere Veranstaltung in der Arena war 2001 das 56. Nationale Japanische Sportfest. Die japanische J-Pop-Boygroup SMAP gaben in dem Stadion Konzerte. Während der WM 2002 wurden hier drei Spiele ausgetragen.

## Spiele der Fußball-WM 2002 in Rifu

### Gruppenspiele
- 9. Juni:  Mexiko –  Ecuador 2:1 (1:1)
- 12. Juni:  Schweden –  Argentinien 1:1 (0:0)

### Achtelfinale
- 18. Juni:  Japan –  Türkei 0:1 (0:1)